# Mahasz Magyar Rádiós Top 40
A Mahasz Magyar Rádiós Top 40 slágerlistája a Radiomonitor.com súlyozatlan, játszásszám alapú adatai alapján készített azon rádiós játszási lista, amelyen kizárólag magyar előadók felvételei szerepelnek. Míg a Rádiós Top 40 elsősorban azt mutatja, hogy az adott héten országos szinten melyek a legnépszerűbb dalok, a legtöbb ember által hallott felvételek, addig az Editors' Choice és a Magyar Rádiós Top 40 azokat a dalokat vonultatja fel, amelyeket a rádióállomások összesen legtöbbször tűznek műsorukra.
A lista első alkalommal 2017 első hetében jelent meg. „Az egyre színesebb magyar zenei paletta, a pezsgő élőzenei világ, valamint a nemzetközi trendeknek megfelelő modern pop és elektronikus zenei szcéna mind remek apropót teremtettek arra, hogy új slágerlista induljon Magyarországon,” írta közleményében a MAHASZ slágerlistáit kezelő Slágerlisták.hu oldal.

## Rekordok

### A legtöbb hétig vezető dalok
34 hét
- VALMAR feat. Szikora Robi – Úristen (2022)

26 hét
- Molnár Tamás, Majka - Visszapillantó (2024)

24 hét
- Rúzsa Magdolna – Szembeszél (2021)

21 hét
- Rácz Gergő x Orsovai Reni – Mostantól (2019)

19 hét
- Wellhello – Odaút (2017)
- Curtis x Charlie – Maradunk végig (2023)

18 hét
- Rúzsa Magdolna – Mona Lisa (2019)
- Compact Disco feat. Hősök – Minden rendben (2021)
- TNT – Ébren álmodtunk (2024)

17 hét
- Rúzsa Magdolna – Jel (2016)
- Follow the Flow – Maradok távol (2018)
- New Level Empire x Majka – Újra úton (2020)

15 hét
- Rúzsa Magdolna – Légzés (2018)

14 hét
- Halott Pénz feat. ByeAlex – Oh igen! (2023)

13 hét
- New Level Empire – Belédfulladnék (2017)
- Irie Maffia – Volt egy álmom (2021)

### Előadók a legtöbb első helyezést elért dalok száma szerint
- Rúzsa Magdolna – 11 dallal (Jel; Éden; Légzés; Aduász; Mona Lisa; Lesz, ahogy lesz; 1 x fent 1 x lent; Szeretni, akit nem lehet; Szembeszél; Elmegyek; Nyári zápor)
- Halott Pénz – 10 dallal (Élnünk kellett volna; Ahol a május földet ér; Mindenre ráveszel; Hol van az a lány; Amikor feladnád; Melletted; Szeretni, akit nem lehet; Mielőtt megismertelek; Szétszeretlek; Oh igen!)
- New Level Empire – 5 dallal (Belédfulladnék; Megtörténtünk; Újra úton; Az első és utolsó; Velem)
- Follow the Flow – 4 dallal (Nem tudja senki; Maradok távol; Régi mese; Szélcsend)
- Majka – 3 dallal (Újra úton; Hurrikán; Visszapillantó)

### A legtöbb hétig slágerlistás dalok
- 241 hét – Freddie  – Csodák (2016)
- 220 hét – Rácz Gergő x Orsovai Reni – Mostantól (2019)
- 203 hét – Bagossy Brothers Company – Olyan Ő (2019)
- 198 hét – Superstereo – Bent a neved (2015)
- 184 hét – Soulwave – Kalandor (2016)
- 175 hét – VALMAR feat. Szikora Robi – Úristen (2022)
- 171 hét – Irie Maffia  – Volt egy álmom (2022)
- 170 hét – Lotfi Begi x Burai – Háborgó mélység 2 (2020)
- 149 hét – Mohamed Fatima – Ragyog a szívem (2013)
- 137 hét – Tarány Tamás – Most így a jó (2022)
- 134 hét – Majka – Mindenki táncol /90'/ (2017)
- 130 hét – JETLAG x MARGE – Égen át (2018)
- 126 hét – Honeybeast x Paulina – Tele a szívem (2022)
- 124 hét – Azahriah – four moods (2022)
- 119 hét – Rúzsa Magdolna feat. Lotfi Begi & Madarász Gábor  – Ég és Föld (2014)
- 118 hét – MEDIX – Metro (2016)
- 116 hét – Azahriah – introvertált dal (2023)
- 114 hét – Rúzsa Magdolna – Éden (2017)
- 114 hét – Curtis x Charlie – Maradunk végig (2023)
- 113 hét – Horváth Tamás x Kowalsky meg a Vega – Fehér holló (2023)

## Külső hivatkozások
- MAHASZ hivatalos honlapja
- MAHASZ slágerlista archívum